# الموسوعة الفرنسية
الموسوعة الفرنسية هي موسوعة فرنسية صممهها أناتول دي مونزي ولوسيان فيبر . كانت متداولة ما بين 1935 و 1966 .

## روابط خارجية
- تشارلز فان دورين, "The Idea of an Encyclopedia" (1963), discussing the Encyclopédie française: 1, 2, 3, 4, 5, 6
- Febvre et l'encyclopédie